# 飛行迷宮学園ダンゲロス
『飛行迷宮学園ダンゲロス―『蠍座の名探偵』―』は、架神恭介/著（原案：江藤俊司）、門脇聡/イラストによる日本のライトノベル。ダンゲロスシリーズ2作目。講談社のPowersBOXより刊行。およびそれを原作とした猫井ヤスユキによる漫画作品についても記述する。

## 概要
作者「架神恭介」が友人の漫画家「江藤俊司」のプロットを元に、ダンゲロス・コミュニティの有志からも意見を募り完成させたオリジナル作品。なお、架神恭介が主催するコミュニティのメンバーから意見やキャラを募集するという形式は彼が発表した短編や長編作品にはよく見られる。
今回は前作『戦闘破壊学園ダンゲロス』のようなリプレイ形式は取っていないが、世界観を同一とする別世界を舞台としているため「魔人」や「希望崎学園」などの基本的な設定などは共通する。前作の登場人物が別の立場で出演するなど、明確に同一世界の続編であることを否定するつくりとなっている。一方で作中における上位世界は共通して登場する。
今作では作者の得意とするエログロ要素を抑え、テーマに第一作の魔人と魔人との間に繰り広げられた一大抗争でなく、魔人と一般人の力の差から来る蹂躙、一般の魔人と「転校生」の差を明確に描写することを据えた。容赦なくキャラが死んでいく群像劇の要素を引き継ぎつつ前作とは異なった「虐殺劇」を描く。
また「読者への挑戦状」を盛り込んだミステリ作品でもあり、前作にみられた多層構造世界も健在である。

## あらすじ
その日は本来なら何の異変もなく、眠気を噛み殺すだけの平凡な授業風景のはずだった。魔人ゼロを謳う国内屈指の安全高“天道高校”、そこに現れた（彼らにとっては）不逞の魔人十三名、希望崎学園生のいつもと違った要求もセキュリティ部隊によって排除されるまでの慰みモノに過ぎないはずだった。
しかし、突如として爆発炎上する教室、程なくして始まる大虐殺劇。脱出を目指す普通の天道高校生「鈴木三流」らが見たものは彼らの学び舎が上空遙かまで打ち上げられ、浮遊するという絶望的光景だった。
天道高校は魔人による一般生徒のための、転校生による魔人のための巨大な『クローズド・サークル』と化したのである。一体……、誰が虐殺の発端である二十人殺しを成し遂げた『犯人』なのか？　転校生の世界にでも変わらず起こる『殺人事件』とは？　愛憎に満ちた世界の中ですべての答えは『名探偵』だけが知っている――。

## 登場人物

### 天道高校
鈴木 三流（すずき みつる）
- 学年：二年生（D組）
- 誕生日：10月26日

本作の主人公。自他ともに認める平凡な高校生。眼鏡をかけている。
白金の思考の後追いという卑下を下敷きとしているが明晰な思考で情報を分析する頭脳の持ち主。事実、自己評価は低いものの作中において有事の際の頭のキレは鋭敏である。白金のことは尊敬しつつもけして敵わない友人と言う視線で、生涯その背を追い続けている。
白金 遠永（しろがね えんと）
- 学年：二年生（D組）
- 誕生日：11月20日

鈴木、南崎にとって共通の友人。外見的にはやや背が低く目立たないが、何事も完璧にこなせる好人物で中学時代は彼の手腕によって何度も危険から脱したことから友人たちからの信頼も厚い。
番長グループの襲撃という非常事態においても冷静な判断を崩さずに的確な行動を取って友人二人を導く。
南崎 シンリ（みなみざき シンリ）
- 誕生日：2月3日

鈴木、白金にとって共通の友人。容姿、成績共に極めて優れる生徒会長であり、校内ではファンクラブまで存在する高嶺の花。
一般生徒や友人たちにとっては良き隣人であるが、こと魔人については蔑視を隠さず、高慢な一面を覗かせる。漫画版では巨乳に描かれており、セクシャルな面が強調されている。
友人や学友の死にヒステリーを起こし、犠牲を要求する“転校生”を召喚するという危険な思考に至ったが、良くも悪くも普通の人物である。
袴田 寅彦（はかまだ とらひこ）
- 学年：二年生（D組）

鈴木、白金のクラスメート。悪い人物ではないが、お調子者。
番長グループによる天道高校襲撃でいち早く行動を開始した白金、鈴木に乗っかって生き残りを目指す。
山根 真由美（やまね まゆみ）
社会科教師。彼女の教育への情熱は魔人が主導した負の歴史を糾すのだという視点に偏向している。天道高校では極々一般的な考えの持ち主。
漫画版では鈴木たちと友人であったと知っていた静夜宮と遭遇した際に色仕掛けで生き残ろうとするが、彼には一顧だにされず嫌悪感を剥き出しに魔人能力で凍結された後に蹴り砕かれた。
榊原 百合子（さかきばら ゆりこ）
漫画版で登場。南崎シンリファンクラブ会長。
地味で眼鏡の女生徒だが、襲撃の際にはシンリに上記の事実をカミングアウトしファンクラブの同胞と共に円城寺、小泉の両名に向かって珍妙な陣形で突撃していった。背後にいる生徒会長を守ろうという思いは事後におっぱいを揉ませてもらえるという邪な気持ちを加えたものであったが、それはそうと無策で突っ込むだけの行動が看過されるはずもなくあっけなく殺害される。
武田（たけだ）
漫画版で登場。
C組担任教師。すだれ禿の中年男性で片平の砲撃によって自分の新車を破壊され、番長グループに後先考えずに怒りをぶつけに行くが、待機指示を無視したとして片平の至近距離からの砲撃を受け即死する。辛うじて残った頭部はどこかの教室に飛び込んでいった。

### 希望崎学園
真野 五郎（まの ごろう）
- 学年：三年生
- 誕生日：4月2日

副番長。長ランオールバックの精悍な男。大銀河の盟友として一本筋の通った漢で仲間からの信頼も厚い。
まっすぐ、かつ熱血過ぎてある意味考えが足りない「バカ」であり、天道高校襲撃では範馬による爆撃の後も犯人が自ら名乗り出ることを期待する一方、それが叶わないとわかると即座に虐殺の指揮を取った。
入学当初は「狂犬」の異名を取る不良で大銀河とも敵対していたが、男気溢れる彼の捨て身の行動に助けられ改心する。その後は五度にわたる大銀河伝説で彼を支える一方、なぜかヒロインのごとく囚われの身となることが多かった。
能力名：瞬間移動ナイフ
投擲したナイフを瞬間移動させる能力。目標の目と鼻の先に瞬時に到達するナイフの回避は不可能に近く、地の文からは単純だがこれほど恐ろしい能力は無いと評されている。

範馬 慎太郎（はんま しんたろう）
- 学年：三年生

角刈り、Ｔシャツ短パン、アスリートらしく黒々と日焼けして筋骨隆々とした大男。ちなみに同性愛者。
シリーズ第一作『戦闘破壊学園ダンゲロス』には別世界における同一人物として登場しているが、立場は大きく異なる。
能力名：ミスバスターズ
投擲したハンマーが着弾に伴って爆発を起こす能力。一発で教室一クラス分を壊滅させる威力を有している。

静夜宮 夢路（しずよみや ゆめじ）
- 学年：二年生
- 誕生日：4月15日

鈴木、白金、南崎にとって中学時代の共通の友人だったが、魔人に覚醒したことから一人希望崎学園に進学したという過去を持つ。
ゴーグルをはじめとして寒冷地装備に身を包んだ格好は彼の能力に密接に関わっている。かつてシンリと共に誘拐された過去を持ち、魔人能力覚醒によって彼女を助けて男女の距離を一気に縮めるかに思われたが、彼のある“告白”のために四人の関係には歪みが生じることになった。
能力名：トリカゴ
密閉空間を急速冷却し、短時間の内に内部を凍結する能力。
密室の制圧に限れば非常に強力だが、封鎖が解かれれば一気に冷気が失われるという弱点も抱えている。

黒凪 朱里（くろなぎ あかり）
- 誕生日：9月24日

葬儀屋の娘である僧形の魔人。
思慮深く慎重派の性格で、現場に転がっていた制服のボタンと言う短絡的な証拠に基づく天道高校襲撃にも懐疑的だった。
能力名：中二葬（ちゅうにそう）
その場で葬式を開き、故人の黒歴史がふんだんに詰まったノート「固有結界帳」をどこからともなく取り出して読み上げることで参列客の行動を阻害して足止めする能力。触れられたくない過去を知らされた弔問客は故人を思ってむせび泣く羽目になり、能動的な行動がほぼ不可能になる。

鬼無瀬 雷観（きなせ らいかん）
- 誕生日：6月7日

「一撃虐殺」を旨とする「鬼無瀬時限流」の剣士。彼自身は番長グループの一員ではない。
番長グループに属していた同門「鬼無瀬 空観（-あきかん）」が命を落としたことから彼らに助力する。雷をあしらった髷と柄をした着流しを纏う男。天道高校襲撃では黒凪と組んで校庭に陣取り、彼女の能力によって足を止めた生徒の首を大量に落としている。
能力名：四囲敷応（しいふぉー）
一個人で多数の敵を弑する抜刀術。
作中でこの能力は「鬼無瀬時限流」の奥義と説明されており、彼特有の魔人能力との関連性は不明である。

片平 大砲（きゃたぴら かのん）
- 誕生日：12月22日

戦車のことが性的に好きすぎて十四歳の時に魔人覚醒、戦車と一体化してしまった少女。生身の部分として唯一生首が露出し、戦車のハッチ上から直接生えた奇妙な姿をしている。戦車と常時接続していることすなわち性的陶酔状態にあるため、判断力は鈍く端的に言ってしまえば「バカ」。
戦車の質量と性能を活かし、他のメンバーとは分かれて単独で校内を蹂躙する。
能力名：体感巨砲主義（たいかんきょほうしゅぎ）
己の妄想で生み出した戦車と一体化する能力。
戦車の性能は現代兵器と比しても遜色のないものであり、砲弾は体内で無数に生成され続け間髪入れない砲撃を可能とする。ただし視界は回転するとはいえ本人の頭部に依存し、露出した部分の防御力は生身のまま。　

ポイズンジャイアントパンダ
セーラー服を着た二足歩行のジャイアントパンダ。毒々しい斑紋が体中に浮かぶ番長グループのマスコット的な存在である。ちなみにメス。
希望崎地下に存在するダンジョンから番長グループが連れ帰ってきた現地の野生動物であるが、それはそれとして魔人に覚醒して身に付けたブレス能力にクマの身体能力を併せ持ち戦力の一角に数えられていることは確かである。
能力名：ポイズンブレス
猛毒の息を口から吐きだす能力。ちなみに彼女の体液も猛毒である。

愁い崎 トリコ（うれいざき トリコ）
- 学年：一年生
- 誕生日：11月4日

気弱で小柄な少女。小説版と漫画版で大きく外見が異なり、漫画版ではウェーブのかかった髪をふんわりとしたツインテールにしている。
今回の襲撃のキーパーソンであることと争い事に率先して関わる性分でないことから真野は彼女の成就に極めて気を遣っており、自ら護衛についている。
能力名：ピーターパン症候群（ピーターパンシンドローム）
一定範囲の土地を切り離し、浮遊させる。作中では天道高校の敷地を上空500ｍにまで浮き上がらせた。

ダース・キン
掃除の暗黒面に堕ちた魔人。ジャージ姿はともかくとして顔面と頭部を覆う黒いマスクとヘルメットが奇妙でこそあるが、言動を察するに掃除を愛する普通の少年である。
能力名：暗黒大掃除
移動阻害能力。彼がワックスがけを行った地面は摩擦係数がゼロになり、歩行しようにも転倒必須の地形と化す。

円城寺 サカナ（えんじょうじ サカナ）
- 学年：三年生

とにかくあまのじゃくな少女。憎まれ口も叩くが、気風のいい姉御肌で外見も赤に染めた短髪とそばかすが目立つ。
人の逆をいく性格は実に堂に入ったもので愁い崎の加入に伴い、従来のおとなしい性格を捨て去り髪までバッサリ切って現在の性格に改めるほど。この激変は彼女の中ではあまのじゃくの一言で片づけられており、他の構成員とキャラが被った場合はまた違うスタイルにあっさり変更するとのこと。
能力名：キュービック・ルーブ
建造物逆転能力。円城寺が手に持ったルービックキューブの六面体すべてをバラバラに“完成”させることで発動し、彼女がいる建造物の上下を反転させる。彼女はこの能力を用い、小泉と組んでＡ棟を制圧した。　

小泉 ヒズミ（こいずみ ヒズミ）
- 学年：一年生

瓶底眼鏡を付けた生意気そうで背の低い少年。アニメが好きで最近では毎週楽しみに視聴している番組があるらしい。
見た目通り自己中心的な性格で人を小馬鹿にしたような態度が目立つが、根っこのところでは仲間を見捨てられない根性も持っている。
能力名：小泉 Go with me（こいずみ ゴーウィズミー）
空間歪曲能力。乱視である自分の視界が歪んでいるのではない、世界が歪んでいるのだ、という極めて身勝手な発想によって覚醒した能力で、彼の視界内では生物を除いた万物が常時歪み続け、敵の行動を阻害する。
番長グループ加入後は周囲の助言を聞き入れて、普段は矯正用眼鏡をかけることで発動を抑止している。

夜夢 アキラ（よるむ アキラ）
常に目を閉じた静謐な印象の美少年。真野、愁い崎と共に校門に陣取り索敵を担当する。
シリーズ第一作『戦闘破壊学園ダンゲロス』には別世界における同一人物として登場しているが、立場は大きく異なる。
能力名：アイスクリーム
抉り取った自らの眼球を自由自在に操作し、空中に飛ばす能力。優秀な索敵能力であることはもちろん、作中で披露される機会はなかったが漫画版の記述によると眼球自体を攻撃に用いることも可能であったらしい。

汚水 ぎゃん（よごみず ぎゃん）
- 学年：三年生

モヒカン頭にトゲ付き肩パッド、ぶよぶよとした肥満の巨体を持ち、片手に大仏の顔が刻印されたマンホールを抱える。見るからに悪党と言わんばかりの男。見かけによらず頭が悪いわけではなく、後輩への面倒見もよかったという。
好色で、なぜかポイズンジャイアントパンダのことを性的な対象としてみている。
能力名：皆殺しフリスビー蓋
手首に鎖で結び付けたマンホールの蓋をフリスビーの要領で自在に投擲して対象を殺傷する能力。
なお作中ではタコツボを掘り、地面に設置されたマンホールに擬態することで待ち伏せを行っていた。この際は視覚に頼れない分、足音を狙って聴音を行うことで索敵を行っていた。

大銀河 超一郎（だいぎんが ちょういちろう）
- 学年：三年生
- 誕生日：7月26日

番長。希望崎入学以来、数多くの武勇伝を打ち立てた伝説の男。
見た目は中学生にも見える小柄な体躯で格闘技の心得を持つわけでもなく、単純な身体能力をみても格段優れた武闘派魔人と言うわけではない。彼の武器は曲がったことを嫌い、単純一途に折れぬ心で仲間を守るために強大な敵に立ち向かう精神性にある。
自分の能力を完全に把握しているわけではなく、己の感覚に従ってなんとなく運用しているという非常に珍しい魔人。特に頭がいいというわけでなく直感に基づいて行動するが、その判断を参謀の森園は確実に正解(もしくは不正解)を選び取るものとして重視している。
能力名：ヒロイズム
その身に主人公補正を宿す能力。発動中は転校生相手でも正面切って戦え、基本的に死角も存在しないというシリーズ屈指の強能力のひとつ。
ここで言う「主人公」とは「王道少年漫画」の登場人物としての主人公である。敵対者がどのような理不尽な力を持っていようと、最終的に大銀河は決して負けずに勝利するという筋書きを“世界”そのものに強制するメタ・フィクション能力と言い換えることも出来る。
彼が「主人公」となったストーリーで大銀河が“正しい”行動を取り続ける限り、負傷者は出ても死者は決して出ず、敵対したものも改心して大銀河との間に友情を育むことになる。弱点として、彼が主人公らしからぬ振る舞いや行動を取った際に『ヒロイズム』の効果が一定期間内失われ、復活するのがいつになるのか本人にもわからないこと。

森園 モリオ（もりぞの モリオ）
- 学年：三年生
- 誕生日：10月27日

常に怜悧な思考と表情を崩さない長身の男。古今東西の名著から最近のライトノベルまであらゆる本に手を出したビブロフィリアで、番長に従う参謀格、右腕として豊富な知識に基づいた冷静な判断を下す。
流と共に大銀河に連れ立って「関東番長会議」に出席していたため天道高校襲撃には参加していない。独断で虐殺を行った他のメンバーを止めるという番長の判断に従って孤立した天道高校を訪れる。
能力名：モリオ・イン・ワンダーランド
森園が読んだ本から特定状況を再現する能力。作中では『蜘蛛の糸』、『変身』、『金閣寺』を用いた。
再現できる限界は定かになっていないが非常に広範囲に渡って応用が利き、グループ内でも別格の大銀河を除けば流と共に一目置かれる能力。

流 樹苗（ながれ じゅな）
- 誕生日：4月8日

170cmに届くか届かないかという長身で細身の女生徒。森園と共に大銀河に連れ立って「関東番長会議」に出席していたため天道高校襲撃には参加していない。独断で虐殺を行った他のメンバーを止めるという番長の判断に従って孤立した天道高校を訪れる。
名の由来は大乗仏教の祖とも言われる「龍樹（ナーガールジュナ）」から。能力も彼が唱えた空の思想の中で論じた「去る者は去らず」という論理に由来するものになっている。
能力名：シューニャ
流の「○る者は○らず」という言葉と共に特定人物の運動を否定し、動作を開始する時点にまで時を逆行させる能力。
流の語彙と詠唱が間に合う限り、転校生相手でも封殺が可能という最強クラスの足止め能力。

小竹（こたけ）
生徒会長。
生徒会長就任当初から権謀術数の限りを尽くし、今までの実績から全校生徒から慕われた大銀河から民意を引き離すとともに強力な校則を施行して番長グループの瓦解を狙う。案の定、愁い﨑を狙った悪辣な行動に真野が引っかかり処刑に至る流れまで作り出した。
大銀河の必死の行動によって一対一の弁論に持ち込まれ、当初はいなし続けるもやがて彼の漢気あふれる言葉に感化されて遂には改心、学園の平和を番長グループと共に守っていくことを誓う。これが五番目の大銀河伝説である。
月読 十萌（つくよみ ともえ）
大銀河超一郎の恋人。彼女とのツーショット写真を入れたロケットが敵からの攻撃を防いでくれたという非常にベタな展開で存在が触れられている。
バルバロッサ土田
野球部部長。

### 転校生
鵺野 蛾太郎（ぬえの がたろう）
- 誕生日：11月3日

転校生の世界でも十指に入る実力者の一人。固有能力は強力とは言えないものの、ベテランゆえ油断から危機に陥ることはもちろん過大評価から好機を逃すこともしない的確な判断力を持つ。豊富な経験に裏付けされた人間力によって同輩や後輩からの人徳も篤い紳士。
大正書生風の装いの上にマントを羽織り、一人称「小生」にやや古めかしい喋り方と見た目通り大正時代の出身で、通称の「ヌガー」は通っていたミルクホールの女給が彼が砂糖菓子を好んでいたところを見てからかい混じりにつけた愛称である。
南崎シンリの依頼によって番長グループによって虐殺が行われている最中の天道高校を訪れ、知己のチグリスの支援の下で「番長グループの皆殺し」と「虐殺の動機となった二十人殺しを行った犯人探し」の達成を目指す。彼の目的は魔人軍国主義の暴走から無残な敗戦に至る結果を辿ることになる自身の世界を是正し、平和な歴史を紡ぐことである。そのために、世界に強烈な影響を振りまくことになる南崎シンリという要素を欲した。
能力名：デビルシザーズ
言葉を持たないクワガタムシと意志を通わせるコミュニケーション能力。
クワガタは鵺野と同じ釜の飯を食い、共に鍛え、友情を深めあった普通の昆虫に過ぎないが、ダンゲロスの世界観によると特に凶暴なクワガタ種は猛獣をも斃すことがあるので、鍛え上げられたクワガタが魔人剣客である鬼無瀬雷観の刀を受け止めても何の不思議な点もない。
今回の依頼では「花（ハナ）」、「清（キヨ）」、「千代（チヨ）」、「文（フミ）」と名付けた四匹を連れており、それぞれの頭文字をあしらった紙箱を巣箱として腰から提げている。ちなみに名の由来は前述のミルクホールの女給たちである。

チグリス
- 誕生日：1月13日

天道高校を訪れたもう一人の転校生。見かけの年と実年齢の間にさほど乖離はないようだが、新米の域は脱している。
赤縁の眼鏡を掛けたセーラー服の少女。なぜか携帯をポケットではなく胸の谷間から取り出すが、能力のカギとなる眼鏡もポーチに代えて胸元から取り出すというキャラ付けが漫画版では加わっている。制服も一般的なものから腹を見せるデザインに変更されている。
能力名：グラスホッパー
眼鏡をかけた対象の視界を盗用する能力。この際、彼女の視界は昆虫の複眼のようだと喩えられている。
対象が生者である必要はあるが、複数人分ストックが可能で切り替え見も同時ジャックも出来る優秀な情報収集能力。

白金 遠永（しろがね えんと）
相手が弱小能力者であることを見極めることしか出来ないという能力の持ち主だが、鵺野、ユキミ等と並ぶベテラン転校生の一人。とある理由があって、作中の「天道高校」が存在する世界における登場人物と同姓同名である。
弱能力しかもたない転校生から成る互助会「SLGの会」の中心人物であり、チグリスの師。物腰柔らかで世話好きかつ温厚な人物で、一時預かっていた鵺野から引き継いで彼女を一人前に育て上げた。鵺野とはほぼ同期でともに茶会を楽しむ仲、彼も白金の実力は大いに認めていた。
キサラギ
鵺野と白金の会話中に登場した転校生。同じく名が出た黒鈴同様に未来世界の出身であり、チグリスや黒鈴と同年代の女性のようである。
ユキミ
前作『戦闘破壊学園ダンゲロス』に登場したベテラン転校生ユキミその人。白金の茶会に顔を出す。
末那識 千尋（まなしき ちひろ）
転校生の世界に座し、己の妄念から生まれた数多の並行世界を主催する「神」たる魔人。「識家」の中心人物。
前作では白痴にして禿頭の少女だったが、本作の漫画版ではモノクルを付けた貴族風の麗人という異なったデザインで描かれている。また、他の識家が代弁するのではなく、直接転校生と「理想の世界を作らないか？」と明確な意志をもってやり取りを行っていた。

### その他
南崎 石之助（みなみざき いしのすけ）
東京都知事にして天道高校理事長。シンリの父。
「学園自治法」撤廃を目指し活動する対魔人タカ派政治家。
化生 餓樹丸（けしょう がじゅまる）
南崎石之助の側近である魔人。
種を地面に打ち込むことで、魔人を拘束しうる植物を発生させる能力を持っている。
夜魔口 悪夢（やまぐち ないとめあ）
魔人暴力団「講談組（漫画版では双葉組）」若頭。
彼は各校番長グループによる集団安全保障体制「関東番長会議」の背後におり、資金源として上納金制度を設けていたがそれに抵抗したのが大銀河率いる希望崎学園番長グループである。
数々の刺客が送り込まれる、真野が拉致される、など紆余曲折はあったが大銀河が直談判からタイマンに持ち込むことに成功する。結果、双方が和解を勝ち取ったのが本編開始の二年前、二番目の大銀河伝説であった。
未来探偵 紅蠍（みらいたんてい こうかつ）
- 誕生日：11月9日

遅れてやってきた名探偵。
蠍の尾のごとき三つ編みを垂らしたスタイリッシュな女性で、一人称は「僕」。事件現場にやってきては真っ赤なバラの花を手向けとして供えるという変わった趣向の持ち主。
能力名：蠍座の名探偵（さそりざのめいたんてい）

## 用語
天道高校（てんどうこうこう）
東京都港区所在、魔人受け入れゼロを実現させた全国でも珍しい高等学校。
実際は“善意”の第三者である魔人警官や魔人小隊のOB魔人が治安維持のために周囲に配置されているのだが、教職員に至るまで魔人を受け入れない建前で運営されている。この二重構造は皮肉めいていながら全国有数の安全な学園として機能することになった。
その反面、理事長でもある現都知事の意向もあって反魔人教育を行う場として周辺の魔人からは疎まれる存在になっている。
魔人と近代史
この世界における日本の近代史は現実と概ね同じだが、魔人が社会の選良となり歴史を動かす原動力になっている。
例としては「二・二六事件」に転校生が介入し成功させる。真珠湾攻撃の宣戦布告遅延問題に「山本五十穴」の魔人能力が関わっていた――などである。この世界では魔人と軍国主義が結びつき、米国との無謀な戦争に至る。
その結果として敗戦と戦後処置が社会を主導してきた魔人への好感情を反転させ、根強い差別感情を醸成することになった。なお『ダンゲロス1969』でも同様か、似た経緯を辿った戦前戦後を日本は歩んできたようである。
なお『ダンゲロス1969』の世界や鵺野の出身世界もこの流れは概ね変わっていない。
スズハラ機関
転校生を擁する識家と敵対する謎の集団。
識家による世界構造を破壊することを目的としているようだが、その真意や全貌は不明。

## 書誌情報

### 小説
- 架神恭介　飛行迷宮学園ダンゲロス、講談社BOX Powers BOX、2012年6月　ISBN 978-4-06-283802-3

### 漫画
- 飛行迷宮学園ダンゲロス―蠍座の名探偵― 1 2014年12月05日 ISBN 978-4-575-84544-0
- 飛行迷宮学園ダンゲロス―蠍座の名探偵― 2 2015年03月27日 ISBN 978-4-575-84598-3
- 飛行迷宮学園ダンゲロス―蠍座の名探偵― 3 2015年07月28日 ISBN 978-4-575-84652-2
- 飛行迷宮学園ダンゲロス―蠍座の名探偵― 4 2015年11月27日 ISBN 978-4-575-84720-8